# Feldbahn der Steinbrüche von Gaujacq
| Steinbruch Nr. 1 – Befüllung der Zerkleinerungsmaschine Umladen von Felbahnkipploren (rechts) auf Meterspurwagen (links)                                                        |                     |                             |                             |
| Vermutlicher Streckenverlauf auf einer Karte von 2025 |                     |                             |                             |
| Streckenlänge: | 2,25 km             |                             |                             |
| Spurweite: | 600 mm (Schmalspur) |                             |                             |
| |                     |                             |                             |
| \| \| 0 \| Steinbrüche bei Cabos \| Steinbrüche bei Cabos \| \| \| 2,25 \| Bahnhof von Castel-Sarrazin \| Bahnhof von Castel-Sarrazin \| \| \| \| Meterspur-Bahn Dax–Amou \| \| |                     |                             |                             |
| U-Bahn-Betriebs-/Güterbahnhof Streckenanfang (Strecke außer Betrieb) | 0                   | Steinbrüche bei Cabos       | Steinbrüche bei Cabos       |
| U-Bahn-Betriebs-/Güterbahnhof Streckenende (Strecke außer Betrieb) | 2,25                | Bahnhof von Castel-Sarrazin | Bahnhof von Castel-Sarrazin |
| Bahnhof quer (Strecke außer Betrieb) |                     | Meterspur-Bahn Dax–Amou     | Meterspur-Bahn Dax–Amou     |

Die Feldbahn der Steinbrüche von Gaujacq (französisch Chemin de fer des carrières de Gaujacq) war eine etwa 2,25 km lange Schmalspurbahn mit 600 mm Spurweite von den Steinbrüchen bei Gaujacq zum  Bahnhof von Castel-Sarrazin.

## Streckenverlauf
Die Feldbahnstrecke verband die Steinbrüche bei Cabos südöstlich des Schlosses Gaujacq mit dem Bahnhof von Castel-Sarrazin, wo der im Arbeitslager gewonnene Schotter in die Meterspurwagen auf der Bahnstrecke Dax–Amou der Compagnie des Tramways à Vapeur de la Chalosse et du Béarn (TVCB) umgeladen wurde. Der Bau der in Dax für den Umschlag verwendete Meterspur-Strecke war erst kurz vor dem Ersten Weltkrieg, am 3. Juni 1914, genehmigt worden. Sie wurde während des Kriegs von deutschen Gefangenen gebaut.
Nach dem Umladen auf die Güterwagen der Meterspurbahn wurde der Schotter zum Bahnhof Dax-Midi transportiert. Dort wurde er in die Normalspur-Wagen der Compagnie du Midi umgeladen und an die Front geschickt, wo er für die Schotterung von Straßen und Eisenbahngleisen verwendet wurde.

## Geschichte
Das Ophit-Vorkommen von Moncaut lag in der Nähe des Pachthofs Cabos unterhalb des Schlosses von Gaujacq auf dem Land des Oberst François Henri Robert Jules Capdepoint (1864–1932). Dieser besaß seit 1906 das Schloss Gaujacq und die Meiereien Thomas, Moncaut und Cabos. Er schloss mit Gastion Blavet, einem Ingenieur aus Dax, und Eugène Bautiaa, einem Unternehmer aus Pomarez, ab einen Pachtvertrag über die Nutzung des Steinbruchs von Moncaut ab.
Es gab insgesamt drei Steinbrüche. Die ersten beiden nutzten den Hang und belieferten jeweils einen Brecher. Im dritten Steinbruch wurde das Gestein am Fuß des Hügels abgebaut und von Hand zerkleinert.
Nachdem die Compagnie des Tramways à Vapeur de la Chalosse et du Béarn (C.B.) am 11. April 1909 die meterspurige Straßenbahn von Dax nach Amou in Betrieb genommen hatte, eröffnete sich die Möglichkeit, Schotter über den Kanton hinaus zu versenden. Es wurde daher beantragt, eine Decauville-Bahn zwischen dem Steinbruch und dem Weiler Lavie (Gemeinde Castel-Sarrazin) zu verlegen. Der Kriegsausbruch und die allgemeine Mobilmachung brachten den Betrieb aber vorübergehend zum Erliegen.
Ende 1914 wurde beschlossen, in Gaujacq ein Lager für deutsche Gefangene einzurichten. Die ersten Soldaten, die zukünftigen Wärter, kamen im April 1915 in Gaujacq an. Die ersten Gefangenen trafen im darauffolgenden Monat ein. Bis zum Ende des Ersten Weltkriegs beherbergte das Lager etwa 600 Gefangene. Diese mussten drei Jahre lang den Steinbruch ausbeuten. Das Lager wurde Mitte 1918 geschlossen und der Steinbruchbetrieb zur gleichen Zeit eingestellt.

## Lokomotiven
Auf der Feldbahn wurde mindestens eine Dampflok eingesetzt, die wohl von Decauville, Borsig oder Popineau hergestellt worden war.

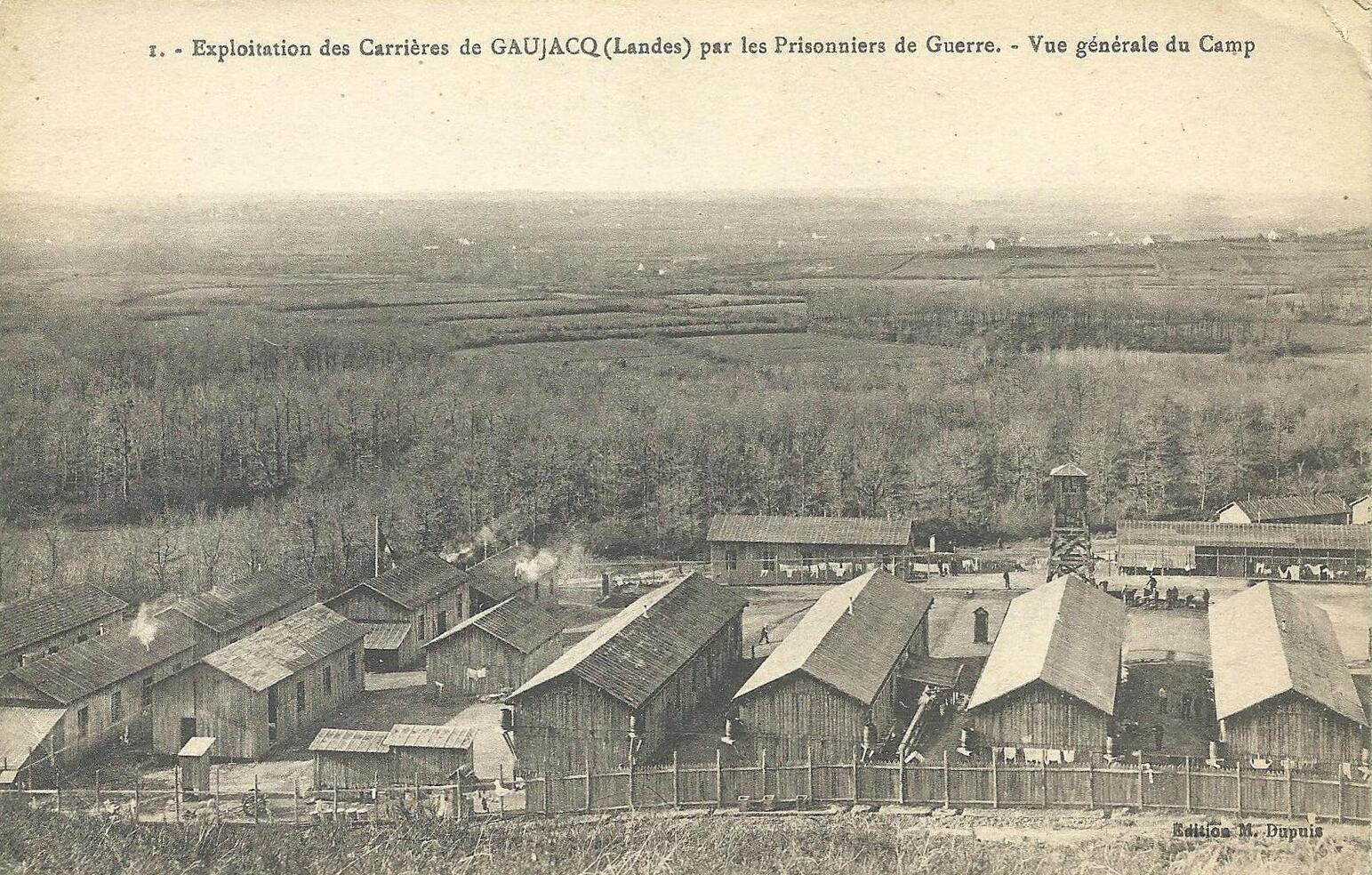
Gesamtansicht des Kriegsgefangenenlagers
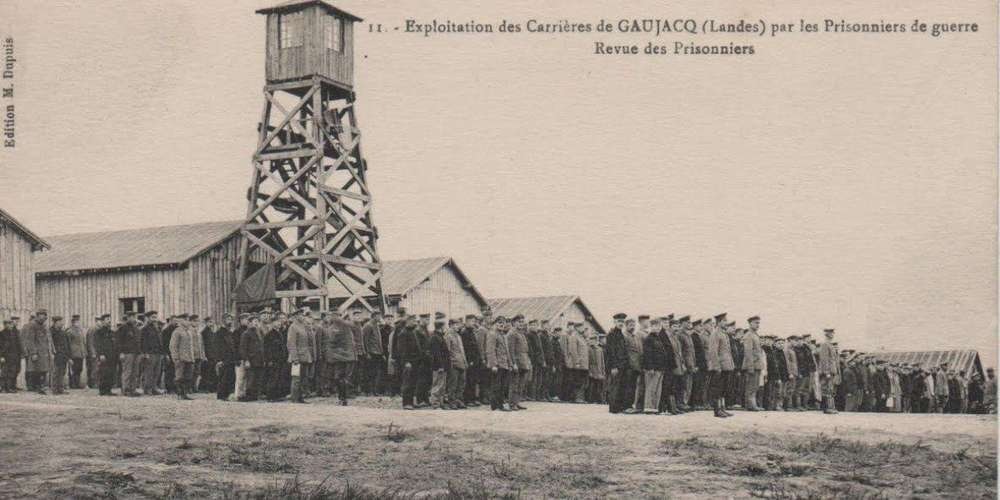
Antreten der deutschen Kriegsgefangenen
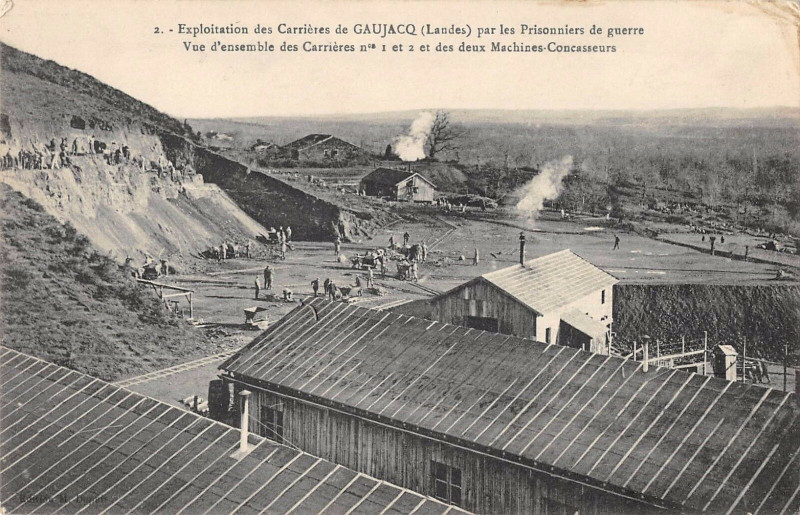
Steinbrüche Nr. 1 u. Nr. 2 und die zwei Brecher
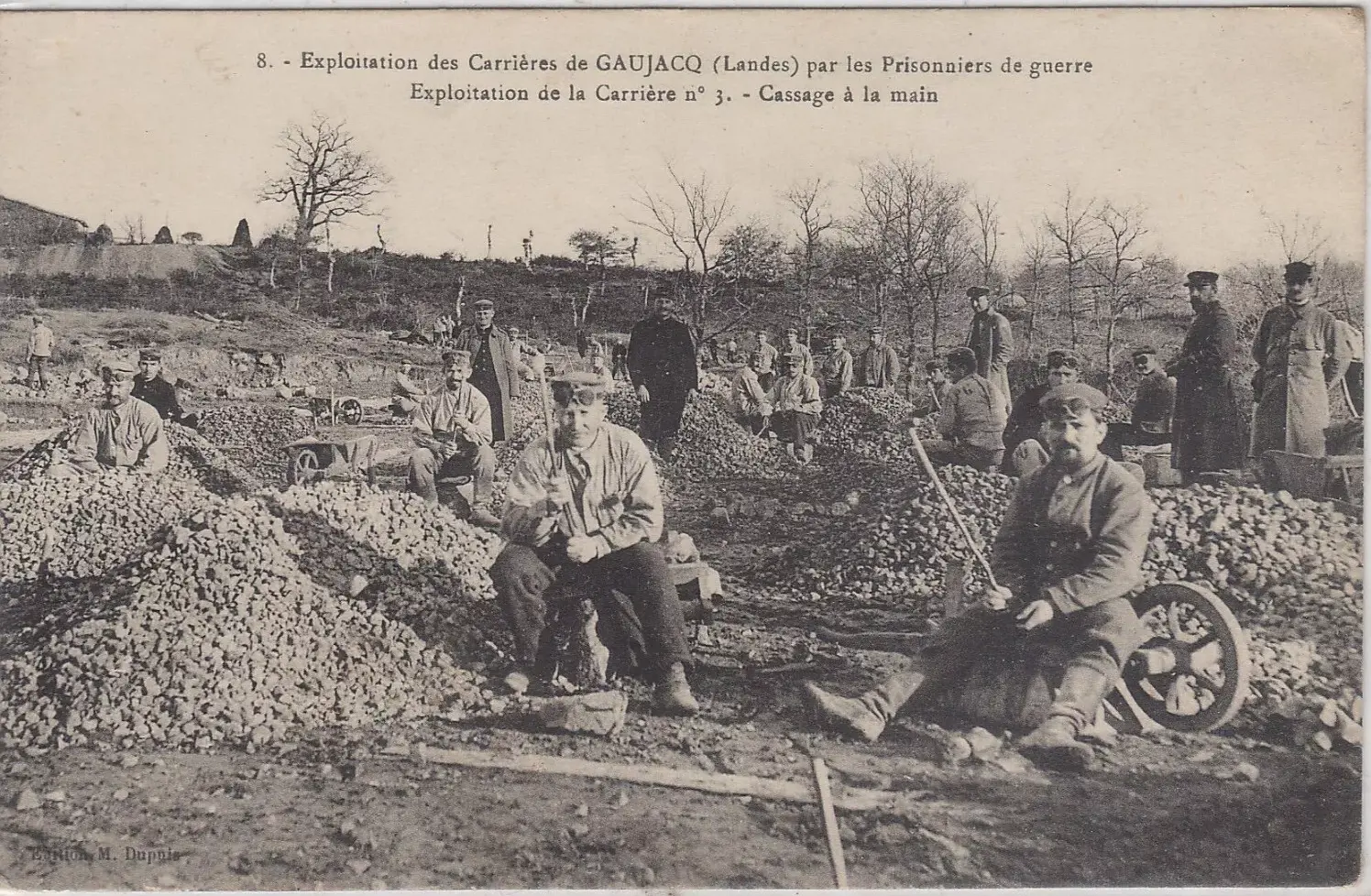
Steinbruch Nr. 3, manuelle Zerkleinerung
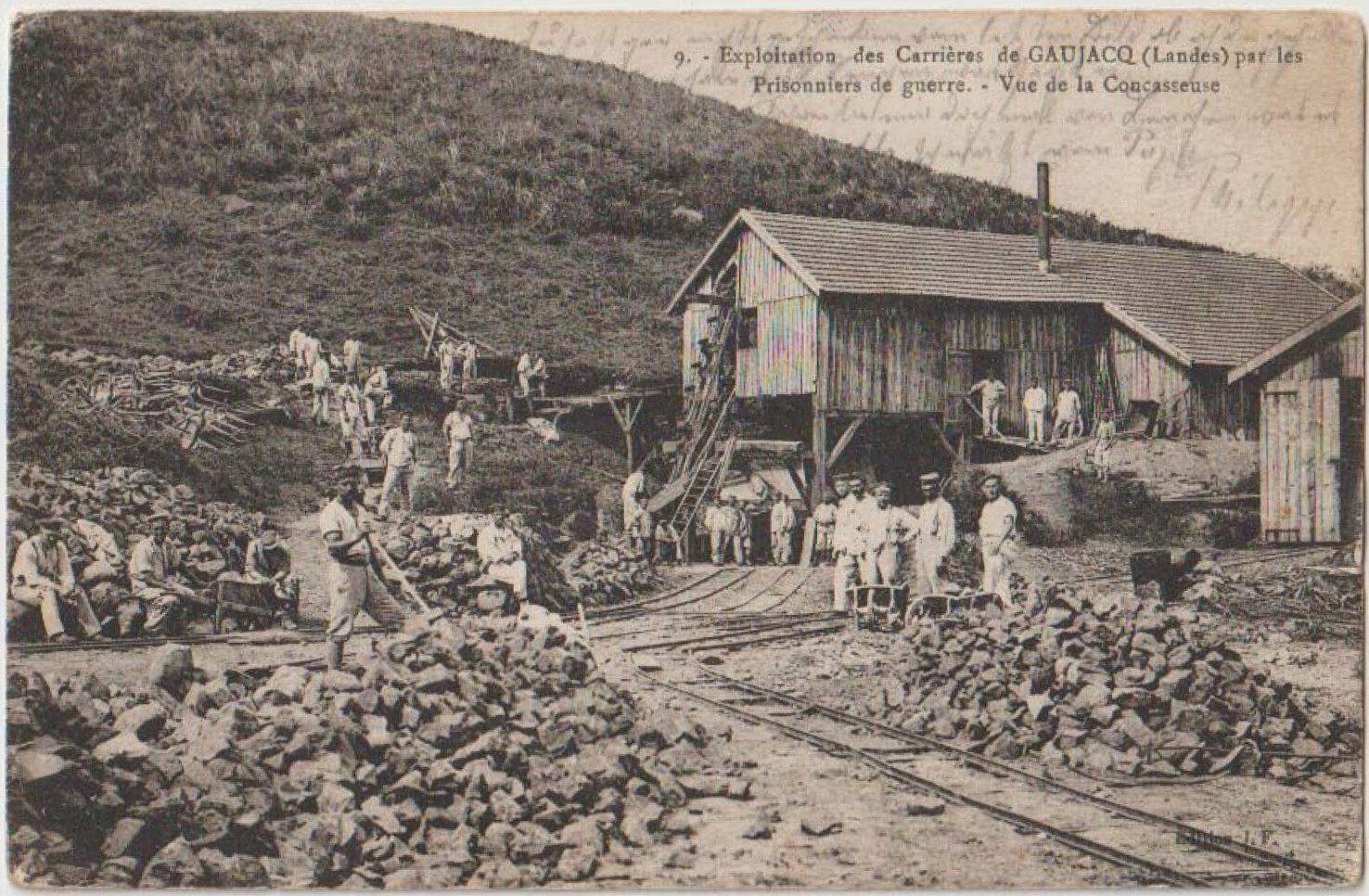
Beladung der Kipploren unter dem Brecher
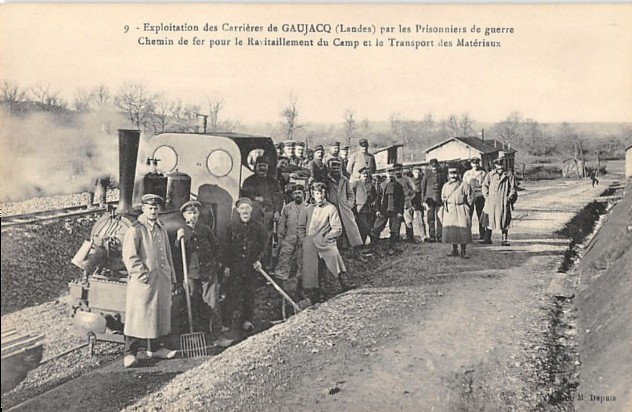
Schottertranport mit der Feldbahn
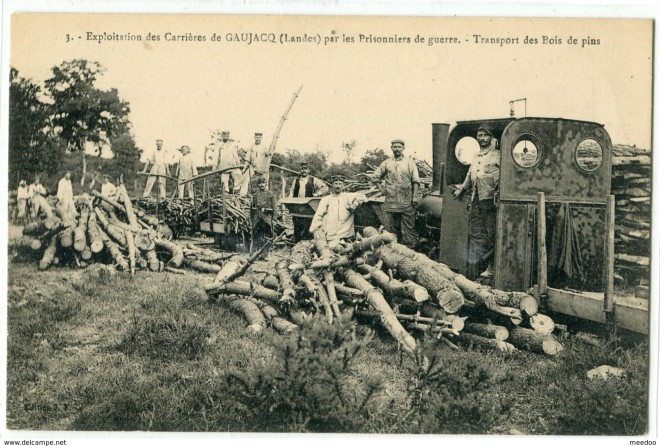
Brennholztransport für die Dampfmaschinen